# Bìm bịp mào đen
Bìm bịp mào đen (danh pháp hai phần: Centropus steerii) là một loài chim thuộc chi Bìm bịp, họ Cuculidae..
Bìm bịp mào đen là loài đặc hữu của Philipin. Môi trường sống tự nhiên của nó là rừng đất thấp ẩm cận nhiệt đới hoặc nhiệt đới. Nó đang bị đe dọa do mất nơi sống.